# 京都市立音羽小学校
京都市立音羽小学校（きょうとしりつ おとわしょうがっこう）は、京都府京都市山科区にある公立小学校。

## 概要
- 1939年（昭和14年）4月 - 京都市音羽尋常小学校開校
- 1947年（昭和22年）4月 - 京都市立音羽小学校となる
- 1975年（昭和50年）4月 - 大塚小学校開校
- 1980年（昭和55年）4月 - 音羽西分校（現音羽川小学校）開校

## 校章
図案は、丸の中に「音」の字を中心として、三方に矢羽（鷹の羽）三枚を配している。
本校正門前にある若宮八幡宮の祭神が応神天皇（勇）・仁徳天皇（仁）・菅原道真（智）の三徳をあらわすので、音羽の子どもが、智・仁・勇を兼ね備えた立派な子に育つようにとの願いを込めてつくられた。

## 校区
- 音羽川

## 交通アクセス
- 京阪京津線四宮駅下車